# Niv Sultan
Pour les articles homonymes, voir Sultan (homonymie).
 (mars 2021).
La mise en forme du texte ne suit pas les recommandations de Wikipédia : il faut le « wikifier ».
Les points d'amélioration suivants sont les cas les plus fréquents :
- Les titres sont pré-formatés par le logiciel. Ils ne sont ni en capitales, ni en gras.
- Le texte ne doit pas être écrit en capitales (les noms de famille non plus), ni en gras, ni en italique, ni en « petit »…
- Le gras n'est utilisé que pour surligner le titre de l'article dans l'introduction, une seule fois.
- L'italique est rarement utilisé : mots en langue étrangère, titres d'œuvres, noms de bateaux, etc.
- Les citations ne sont pas en italique mais en corps de texte normal. Elles sont entourées par des guillemets français : « et ».
- Les listes à puces sont à éviter, des paragraphes rédigés étant largement préférés. Les tableaux sont à réserver à la présentation de données structurées (résultats, etc.).
- Les appels de note de bas de page (petits chiffres en exposant, introduits par l'outil «  Source ») sont à placer entre la fin de phrase et le point final[comme ça].
- Les liens internes (vers d'autres articles de Wikipédia) sont à choisir avec parcimonie. Créez des liens vers des articles approfondissant le sujet. Les termes génériques sans rapport avec le sujet sont à éviter, ainsi que les répétitions de liens vers un même terme.
- Les liens externes sont à placer uniquement dans une section « Liens externes », à la fin de l'article. Ces liens sont à choisir avec parcimonie suivant les règles définies. Si un lien sert de source à l'article, son insertion dans le texte est à faire par les notes de bas de page.
- La présentation des références doit suivre les conventions bibliographiques. Il est recommandé d'utiliser les modèles {{Ouvrage}}, {{Chapitre}}, {{Article}}, {{Lien web}} et/ou {{Bibliographie}}. Le mode d'édition visuel peut mettre en forme automatiquement les références.
- Insérer une infobox (cadre d'informations à droite) n'est pas obligatoire pour parachever la mise en page.

Pour une aide détaillée, merci de consulter Aide:Wikification.
Si vous pensez que ces points ont été résolus, vous pouvez retirer ce bandeau et améliorer la mise en forme d'un autre article.
Niv Sultan, Hébreu : ניב סולטן, née le 16 septembre 1992 à Jérusalem,, est une actrice et mannequin israélienne. Elle est surtout connue pour avoir joué Tamar Rabinyan dans la série d'espionnage israélienne Téhéran.

## Biographie
Niv Sultan est née, a grandi et a fait ses études à Jérusalem dans le quartier de Kiryat Menachem. Elle est la fille de Meirav et Shlomo Sultan, juifs sépharades du Maroc, et elle a trois frères. Elle a fréquenté l'école élémentaire Tali (Renforcement des études juives) dans le quartier de Beit Vagan, et plus tard le lycée Mae Boyar à Jérusalem. Elle a servi dans l'armée israélienne en tant que médecin dans le corps du génie de combat.

## Carrière
Niv Sultan a participé en 2013 à la deuxième saison de la série jeunesse The Great Freedom Diaries sur Disney Channel dans le rôle de Sound. La même année, elle a joué Rona dans l'un des épisodes de la série dramatique Channel 10 - Table for Six.
En 2015, elle a joué dans la série jeunesse Growing Up sur Channel 10, comme Nofar Babioff, basée sur la série de livres de Galila Ron Feder Amit. À partir de novembre de cette année, elle a commencé à participer à la série comique La Familia sur Channel 10.
En janvier 2016, elle incarne Alma dans la série Wild Horses, aux côtés d'Ion Tumarkin, Daniel Gad et Shira Naor. La série a été diffusée sur Zoom Channel sur HOT. 
En juin 2017, elle a joué dans le film pour jeunes Presque célèbre. En juillet de cette année, elle a joué dans la deuxième saison de la série dramatique Morte pour un moment.
En 2018, elle est apparue dans le rôle principal de la série She Has It de Keshet 12. Et joué dans le film de Tal Granit et Sharon Maimon, The Prom. La même année, elle participe également au Festigal et à la série Eilat.
Depuis 2020, elle joue le rôle principal dans la série d'espionnage israélienne Téhéran de Kan 11 dans le rôle de Tamar Rabinyan, un agent du Mossad envoyée à Téhéran. Pour les besoins de cette série, elle a étudié le persan pendant quatre mois,,.

## Vie privée
Depuis 2018, elle est en couple avec l'acteur Maor Schweizer. En juin 2020, il a été annoncé que les deux s'étaient séparés, mais après trois semaines, les deux se sont remis ensemble.

## Filmographie

### Cinéma
- 2017 : Kimaat Mefursemet réalisé par Marco Carmel
- 2018 : Flawless réalisé par Tal Granit : Sharon Maymon

### Télévision
- 2013: Summer Break Diaries, série télévisée
- 2016: Wild Horses, série télévisée, (1 épisode)
- 2015- 2017: La Famille, série télévisée
- 2017 : Temporately Dead, série télévisée, (9 épisodes)
- 2018 : She Has It, série télévisée, (12 épisodes)
- 2019 : Eilat, série télévisée,
- 2020 : Téhéran, série télévisée, (24 épisodes) : Tamar Rabinyan